# Publius Furius Medullinus Fusus
Publius Furius Medullinus Fusus (-464 v.Chr.) was een Romeins politicus, die in 472 v.Chr. consul van de Romeinse Republiek was.
Quinctius was lid van de oude patricische gens Furia. Hij werd in 472 v.Chr. tot consul gekozen. Zijn medeconsul was Lucius Pinarius Mamercinus Rufus.
In 467 v.Chr. was hij samen met Titus Quinctius Capitolinus Barbatus en Aulus Verginius Tricostus triumvir in het triumviri agris dividundis, het college dat de uitzending van Romeinse kolonisten naar het een jaar eerder door Quinctius veroverde Antium regelde.
In 464 v.Chr. diende hij onder zijn broer Spurius Furius Medullinus Fusus, die dat jaar consul was, in de strijd tegen de Aequi en Volsken. Zijn broer Spurius raakte gewond in de strijd en Publius zelf kwam om het leven.